# فيرمونت (جورجيا)
فيرمونت (بالإنجليزية: Fairmount, Georgia)‏ هي مدينة تقع في مقاطعة غوردون، جورجيا بولاية جورجيا في الولايات المتحدة. تبلغ مساحة هذه المدينة 3.1 (كم²)، وترتفع عن سطح البحر 227 م، بلغ عدد سكانها 720 نسمة في عام 2010 حسب إحصاء مكتب تعداد الولايات المتحدة.

## وصلات خارجية
- Cities & Counties - Georgia.gov